# Thailand Champions Cup 2019
Der Thailand Champions Cup 2019, aus Sponsorengründen auch als Omsin Thailand Champions Cup bekannt, war die dritte offizielle Ausspielung des Wettbewerbs und wurde am 2. Februar 2019 zwischen dem thailändischen Meister Buriram United sowie dem FA Cup Sieger Chiangrai United ausgetragen. Das Spiel fand im Royal Thai Army Stadium in der thailändischen Hauptstadt Bangkok statt. Buriram United gewann das Spiel vor 6984 Zuschauern mit 3:1. Die Tore für Buriram erzielten Supachai Jaided (42.,45.+1) und der Malier Modibo Maïga (90.). Die zwischenzeitlich Führung für Chiangrai besorgte der Brasilianer Brinner in der 2. Spielminute.

## Spielstatistik
| Paarung          | Buriram United – Chiangrai United |
| Ergebnis         | 3:1 (2:1) |
| Datum            | 2. Februar 2019 um 19:00 Uhr |
| Stadion          | Royal Thai Army Stadium, Bangkok |
| Zuschauer        | 6984 |
| Schiedsrichter   | Wiwat Champa-on |
| Tore             | 0:1 Brinner (2.) 1:1 Supachai Jaided (42.) 2:1 Supachai Jaided (45.+1) 3:1 Modibo Maïga (90.) |
| Buriram United   | Siwarak Tedsungnoen – Pansa Hemviboon, Andrés Túñez, Sasalak Haiprakhon, Korrakot Wiriyaudomsiri – Stephan Palla, Suchao Nuchnum (46. Jakkaphan Kaewprom), Supachok Sarachat (90.+3 Javier Patiño), Ratthanakorn Maikami – Supachai Jaided (90.+5' Suphanat Mueanta), Modibo Maïga Cheftrainer: Božidar Bandović ( Montenegro) |
| Chiangrai United | Saranon Anuin – Brinner, Suriya Singmui, Sarawut Inpaen, Shinnaphat Leeaoh – Phitiwat Sukjitthammakul, Lee Yong-rae, Siwakorn Tiatrakul (79. Adisak Klinkosoom), William Henrique (66. Ekanit Panya), Peerapong Pichitchotirat (66. Chaiyawat Buran) – Bill Cheftrainer: Jose Alves Borges ( Brasilien)                        |
| Gelbe Karten     | Modibo Maïga (38.) – Bill (68.), Phitiwat Sukjitthammakul (73.), Suriya Singmui (83.) |
| Platzverweise    | keine – Bill (90.+3') |

### Auswechselspieler
| Auswechselspieler | Auswechselspieler |
| --- | --- |
| Buriram United | Chiangrai United |
| - Yotsapon Teangdar - Apiwat Ngaolamhin - Jakkaphan Kaewprom ▲ (46.) - Anuwat Noicheunphan - Airfan Doloh - Watcharakorn Manoworn - Osvaldo - Javier Patiño ▲ (90.+3) - Suphanat Mueanta ▲ (90.+5) | - Apirak Worawong - Tanasak Srisai - Kritsana Kasemkulvilai - Chaiyawat Buran ▲ (66.) - Ekanit Panya ▲ (66.) - Decha Sa-ardchom - Adisak Klinkosoom ▲ (79.) - Pharadon Phatthaphon - Akarawin Sawasdee |